# Sumber Harapan (Nasal)
Sumber Harapan is een bestuurslaag in het regentschap Kaur van de provincie Bengkulu, Indonesië. Sumber Harapan telt 1300 inwoners (volkstelling 2010).